# Diskografie Seleny
Toto je diskografie americké zpěvačky hispánského původu Seleny, která obsahuje celou její hudební kariéru od počátků, kdy nahrávala samostatně nezávislá alba (1984-1989), přes její nejvýznamnější období (1989-1995), až po nahrávky vydané posmrtně (od roku 1995), včetně kompilací. Od smrti zpěvačky 31. března 1995 bylo prodáno téměř 100 miliónů kopií alb (2009).

## Studiová alba

### Nezávislá
| Album |
| --- |
| Mis Primeras Grabaciones (My First Recordings) - - Vydáno: 16. červenec 1984 (USA) - prodej: 50 000 kopií - Singly: - 1983: Se acabó aquel amor - 1983: Ya se va - 1983: Tres Veces No |
| The New Girl In Town - - Vydáno:1985 (USA) - Prodej: 5 000 (vydáno jen v Texasu) - Singly: - 1983: Encontre El Amor - 1983: Soy Feliz - 1983: Se Me Hace - 1983: Estoy Contigo - 1984: Dejame Volar - 1984: La Tracalera - 1984: Escribeme - 1984: Aunque No Salga El Sol - 1985: Oh Mama - 1985: Un Primer Amor |
| Alpha - - Vydáno: 1986 (USA) - Prodej: 10 000 - Singly: - 1986: Dame un beso - 1986: Con esta copa - 1986: Dame tu amor |
| Muñequito de Trapo (Rag Doll) - - Vydáno: 1986 (USA) - Prodej: 10 500 - Singly: - 1986: A Million to One - 1986: Muñequito de Trapo (píseň) - 1986: Enamorada de Ti |
| And the Winner Is... - - Vydáno: 1987 (USA) - Prodej: 10 000 - Singly: - 1986: Yo Te Dare - 1986: Acuerdate De Mi - 1987: La Bamba - 1987: Tu No Sabes |
| Preciosa (Precious) - - Vydáno: 1988 (USA) - Prodej: 15,000 copies - Singly: - 1988: Terco Corazon - 1988: Quiero - 1988: Yo Fui Aquella - 1988: Como Quisiera - 1988: Quiero Estar Contigo" |
| Dulce Amor (Sweet Love) - - Vydáno: 1988 (USA) - Prodej: 20 000 - Singly: - 1988: Qué - 1988: Cariño, Cariño Mío |

### EMI
| Album |
| --- |
| Selena - - Vydáno: 16. říjen 1989 (USA) - Prodej: 35 000 - Singly: - 1988: Contigo Quiero Estar - 1989: Mentiras - 1989: Ámame, Quiéreme - 1989: Sukiyaki - 1989: Besitos |
| Ven Conmigo (Come With Me) - - Vydáno: 6. říjen 1990 (USA) - RIAA Description: 2× Platinum (Latin) (11. říjen 2002) - Prodej: 400 000 - Singly: - 1990: Baila Esta Cumbia - 1990: No Quiero Saber - 1990: Ya Ves - 1990: La Tracalera |
| Entre A Mi Mundo (Come Into My World) - Vydáno: 6. květen 1992 (USA) - RIAA: 6× Platinum (Latin) (17. prosinec2002) - Prodej: 1,2 milion - Nejvýše na žebříčku v USA: #97 Billboard 200 - Týdenní hitparáda: 7 - Singly: - 1992: Buenos Amigos-#1 Hot Latin Tracks (US) - 1992: La Carcacha - 1992: Como La Flor- #6 Hot Latin Tracks (US) - 1993: ¿Qué Creías?- #14 Hot Latin Tracks (US) - 1993: Amame- #27 Hot Latin Tracks (US) |
| Baila Esta Cumbia (Dance This Cumbia) - - Vydáno: 1992 (Mexiko) - RIAA: Zlatá deska - Prodej: 50 000 - Singly: - 1992: Baila Esta Cumbia - 1992: La Carcacha |
| Selena Live! - - Vydáno: 8. květen 1993 (USA) - RIAA: Zlatá deska (duben 1995) - Prodej: 3 miliony - Prodej: 1,8 milionu (USA) - Prodej: 1 milion (Mexiko) - Prodej: 100 000 (UK) - Nejvýše v hitparádě USA: #79 - Billboard 200 - Týdenní hitparáda: 7 - Singly: - 1993: No Debes Jugar- #3 Hot Latin Tracks (USA) - 1993: La Llamada- #5 Hot Latin Tracks (USA) - 1993: Tú Robaste Mi Corazón # 5 Hot Latin Tracks (USA) |
| Quiero (I Want) - - Vydáno: 1993 (Mexiko) - RIAA: Zlatá deska - Prodej: 50 000 - Singly: - 1992: Quiero |
| Amor Prohibido (Forbidden Love) - - Vydáno: 22. březen 1994 (USA) 2× platinum - RIAA Description: 2× Platinum - Prodej: 22 milionů - Prodej: 10 000 000 (USA) - Prodej: 5 milionů (Mexiko) - Prodej: 2 miliony (Jižní Amerika) - Prodej: 2 miliony (UK) - Prodej: 1 milion (AUS) - Nejvýše v hitparádě USA: #1 - Top Latin Albums, #29 - Billboard 200 - Týdenní hitparáda: 23. - Singly: - 1994: Amor Prohibido- #1 Hot Latin Tracks, #5 Latin Regional Mexican Airplay (USA) - 1994: No Me Queda Mas- #1 Hot Latin Tracks, #1 Latin Regional Mexican Airplay (USA) - 1994: Bidi Bidi Bom Bom- #1 Hot Latin Tracks, #4 Latin Regional Mexican Airplay (USA) - 1994: Fotos Y Recuerdos- #1 Hot Latin Tracks, #1 Latin Regional Mexican Airplay (USA) - 1994: Si Una Vez- #4 Hot Latin Tracks (USA) - 1994: El Chico Del Apartamento 512- #6 Hot Latin Tracks (USA) |

### Posmrtně
| Album |
| --- |
| Dreaming of You - - Vydáno: 18. červenec 1995 (USA) - RIAA : 3× Platinum (USA) - Prodej: 16 000 000 - Prodej v roce 2009: 800 000 - Nejvýše v hitparádě USA: #1 - Top Latin Albums, #1 - Billboard 200 - Týdenní hitparáda: 49 - Singly: - 1995: I Could Fall In Love- #2 Hot Latin Tracks (USA), #8 Billboard Hot 100 Airplay, #12 Adult Contemporary, #5 Latin Regional Mexican Airplay - 1995: Dreaming of You- #22 Billboard Hot 100 (USA), #11 Hot Latin Tracks, #9 Adult Contemporary - 1995: Tú Solo Tú- #1 Hot Latin Tracks, #1 Latin Regional Mexican Airplay (USA) - 1996: I'm Getting Used To You"- #107 Billboard Hot 100 "Bubbling Under", #23 Adult Contemporary (USA) - 1995: El Toro Relajo- #24 Hot Latin Tracks, #14 Latin Regional Mexican Airplay - 1995: Techno Cumbia- #4 Hot Latin Tracks, #4 Latin Regional Mexican Airplay (USA) |
| Selena (Soundtrack):The Original Motion Soundtrack - - Vydáno: 11. březen 1997 - RIAA : Platinum (17. prosince 2002) - Nejvýše v hitparádě USA: #7 - Billboard 200 - Týdenní hitparáda: 64 - Prodej: 5 milionů - Singly: - 1996: A Boy Like That - 1997: Last Dance/The Hustle/On The Radio- #25 Hot Latin Tracks (USA) - 1997: Is It The Beat? - 1997: Where Did The Feeling Go? |
| Live! The Last Concert - Vydáno: 27. březen 2001 (USA) - RIAA: Platinum (Latin) - Prodej: 3 miliony - Nejvýše v hitparádě USA: #2 Top Latin Albums, #176 Billboard 200 - Týdenní hitparáda: 2 |
| Selena ¡VIVE! - Vydáno: 10. květen 2005 (USA) |
| La Reyna - Vydáno: 2009 - RIAA: bude oznámeno - Prodej: bude oznámeno - Nejvýše v hitparádě USA: bude oznámeno - Týdenní hitparáda: bude oznámeno |
| La Legenda - Vydáno: 9. květen 2010 - RIAA: bude oznámeno - Prodej: bude oznámeno - Nejvýše v hitparádě USA: bude oznámeno - Týdenní hitparáda: bude oznámeno |

## Kompilační alba
| Album |
| --- |
| Mis Primeros Éxitos (My First Hits) - - Vydáno: 3. březen 1990 (USA) - Prodej: 22 000 - Singly: n/a |
| Personal Best - - Vydáno: 1. červenec 1991 (USA) - Prodej: 50 000 - Singly: n/a |
| 17 Super Exitos (17 Super Hits) - - Vydáno: 24. srpen 1993 (USA)) - RIAA: 6× Platinum (Latin) (21. leden 2003) - Prodej: 6 milionů - Singly: n/a |
| Grandes Éxitos (Great Hits) - - Vydáno: 1993 (Mexiko) - Prodej: 2,2 milionů - Prodej: 1,2 milionů (USA) / 1 milion (Mexiko) - Singly: n/a |
| 12 Super Exitos (12 Super Hits) - - Vydáno: 18. říjen 1994 - RIAA: Zlatá deska (11. říjen 2002) - Prodej: 2 000 000 - Nejvýše v hitparádě USA: #2 - Top Latin Albums, #64 - Billboard 200 - Singly: n/a |
| Las Reinas Del Pueblo ("The Queens of the People") - - Vydáno: 14. duben, 1995 (USA) - Kompilace: Selena La Reina Del TexMex a Graciela Beltrán La Reina De La Banda - Prodej: 5 milionů |
| Exitos Y Recuerdos (Hits and Memories) - - Vydáno: 15. březen 1996 - Prodej: 2,2 milionů - Singly: n/a |
| Siempre Selena (Selena Forever) - - Vydáno: 5. listopad 1996 - RIAA: 2× platinum (Latin) (17. prosinec 2002) - Prodej: 3 miliony - Nejvýše v hitparádě USA: #1 Top Latin Albums, #82 Billboard 200 - Týdenní hitparáda: 5 - Singly: - 1996: Siempre Hace Frío- #2 Hot Latin Tracks, #2 Latin Regional Mexican Airplay (USA) - 1996: No Quiero Saber-#6 Hot Latin Tracks, #15 Latin Regional Mexican Airplay (USA) - 1997: Costumbres- #15 Hot Latin Tracks, #13 Latin Regional Mexican Airplay (USA) |
| Anthology - - Vydáno: 7. duben 1998 - RIAA: 6× Platinum (Latin) (17. prosinec 2002) - Prodej: 8 milionů - Nejvýše v hitparádě USA: #1 Top Latin Albums, #131 Billboard 200 - Týdenní hitparáda: 6 - Singly: n/a |
| All My Hits Vol.1 - - Vydáno: 9. březen 1999 - RIAA: 6× Platinum (Latin) (17. prosinec 2002) - Prodej: 10 million - Nejvýše v hitparádě USA: #1 Top Latin Albums, #54 Billboard 200 - Weeks on Chart: 19 - Singles: n/a |
| All My Hits Vol. 2 - Vydáno: 29. únor 2000 - RIAA: 2× Platinum (Latin) (17. prosinec 2002) - Prodej: 3 million - Nejvýše v hitparádě USA: #1 Top Latin Albums, #149 Billboard 200 - Týdenní hitparáda: 6 - Singly: n/a |
| Selena Y Sus Inicios Vol. 1 (The Early Years, Vol. 1) - Vydáno: 21. únor 2001 (USA) - RIAA: n/a - Prodej: 3 miliony - Singly: n/a |
| Ones - Vydáno: October 1, 2002 - RIAA: (Los Premios de Oro y De Platino) Platinum - Prodej: 3 miliony - Nejvýše v hitparádě USA: #4 Top Latin Albums, #159 Billboard 200 - Týdenní hitparáda: 4 - Singly: - 2002: Con Tanto Amor Medley |
| Greatest Hits - Vydáno: 24. červen 2003 - Prodej: 1 milion - Nejvýše v hitparádě USA: #117 Billboard 200 - Týdenní hitparáda: 1 - Singly: n/a |
| Selena Y Sus Inicios Vol. 2 (The Early Years, Vol. 2) - Vydáno: 9. březen 2004 - Prodej: 500 000 - Singly: n/a |
| Momentos Intimos (Intimate Moments) - Vydáno: 23. březen 2004 - RIAA: Zlatá deska - Prodej: 1 milion - Nejvýše v hitparádě USA: #11 Top Latin Albums - Singly: - 2004: Puede Ser |
| Selena Y Sus Inicios Vol. 3 (The Early Years, Vol. 3) - Vydáno: 24. srpen 2004 - Singly: n/a |
| Selena Y Sus Inicios Vol. 4 (The Early Years, Vol. 4) - Vydáno: 2. listopad 2004 (USA) - Singly: n/a |
| Unforgettable: The Live Album - Vydáno: 29. březen 2005 (USA) - Singly: n/a - Nejvýše v hitparádě USA: #26 Top Latin albums |
| Unforgettable: The Studio Album (Selena) - Vydáno: 29. březen 2005 (USA) - RIAA: Zlatá deska - Singly: n/a - Nejvýše v hitparádě USA: #17 Top Latin albums |
| Unforgettable: Limited Edition - Vydáno: 29. březen 2005 (USA) - Singly: n/a - Nejvýše v hitparádě USA: #18 Top Latin Albums |
| Unforgettable: Ultimate Edition - Vydáno: 5. duben, 2005 (U.S.) - Singly: n/a - Nejvýše v hitparádě USA: n/a |
| Dos Historias - Vydáno: 28. únor 2006 (USA) - Singly: n/a - Nejvýše v hitparádě USA: #22 Top Latin Albums |
| Through The Years/A Traves de los Anos - Vydáno: 3. duben 2007 (USA) - RIAA: Zlatá deska - Worldwide sales: n/a - Singles: n/a - Nejvýše v hitparádě USA: #28 Top Latin albums |
| Classic Series, Vol. 1 - Vydáno: 7. září 2007 (USA) - Singly: n/a - Nejvýše v hitparádě USA: n/a |
| Classic Series, Vol. 2 - Vydáno: 7. září 2007 (USA) - Singly: n/a - Nejvýše v hitparádě USA: n/a |
| Classic Series, Vol. 3 - Vydáno: 7. září 2007 (USA) - Singly: n/a - Nejvýše v hitparádě USA: n/a |
| Classic Series, Vol. 4 - Vydáno: 7. září 2007 (USA) - Singly: n/a - Nejvýše v hitparádě USA: n/a |
| Classic Series, Vol. 5 - Vydáno: 7. září 2007 (USA) - Singly: n/a - Nejvýše v hitparádě USA: #80 Top Latin albums |
| Forever Selena - Vydáno 8. září 2007 (USA) - Singly: n/a - Nejvýše v hitparádě USA: #80 Top Latin albums |
| Serie Verde - Vydáno: 8. září 2007 (USA) - Singly: n/a - Nejvýše v hitparádě USA: n/a |
| Inolvidable - Vydáno: 31. březen 2009 (USA) - Singly: n/a - Nejvýše v hitparádě USA: n/a |

## Koncertní alba
| Album |
| --- |
| Selena Live! - - Vydáno: 8. květen 1993 (USA) - RIAA: Zlatá deska (duben 1995) - Prodej: 3 miliony - Prodej: 1,8 milionu (USA) - Prodej: 1 milion (Mexiko) - Prodej: 100 000 (UK) - Nejvýše v hitparádě USA: #79 - Billboard 200 - Týdenní hitparáda: 7 - Singly: - 1993: No Debes Jugar- #3 Hot Latin Tracks (USA) - 1993: La Llamada- #5 Hot Latin Tracks (USA) - 1993: Tú Robaste Mi Corazón # 5 Hot Latin Tracks (USA) |
| Live! The Last Concert - Vydáno: 27. březen 2001 (USA) - RIAA: Platinum (Latin) - Prodej: 3 miliony - Nejvýše v hitparádě USA: #2 Top Latin Albums, #176 Billboard 200 - Týdenní hitparáda: 2 |

## Singly
| Rok  | Mázev                                | Hot Latin Tracks | Latin Regional | Hot 100 | Hot 100 Airplay | Album                    |
| ---- | ------------------------------------ | ---------------- | -------------- | ------- | --------------- | ------------------------ |
| 1983 | "Se acabó aquel amor"                | -                | -              | -       | -               | Mis Primeras Grabaciones |
| 1983 | "Ya se va"                           | -                | -              | -       | -               | Mis Primeras Grabaciones |
| 1983 | "Tres Veces No"                      | -                | -              | -       | -               | Mis Primeras Grabaciones |
| 1983 | "Encontre El Amor"                   | -                | -              | -       | -               | The New Girl In Town     |
| 1983 | "Soy Feliz"                          | -                | -              | -       | -               | The New Girl In Town     |
| 1983 | "Se Me Hace"                         | -                | -              | -       | -               | The New Girl In Town     |
| 1983 | "Estoy Contigo"                      | -                | -              | -       | -               | The New Girl In Town     |
| 1984 | "Dejame Volar"                       | -                | -              | -       | -               | The New Girl In Town     |
| 1984 | "La Tracalera"                       | -                | -              | -       | -               | The New Girl In Town     |
| 1984 | "Escribeme"                          | -                | -              | -       | -               | The New Girl In Town     |
| 1984 | "Aunque No Salga El Sol"             | -                | -              | -       | -               | The New Girl In Town     |
| 1985 | "Oh Mama"                            | -                | -              | -       | -               | The New Girl In Town     |
| 1985 | "Un Primer Amor"                     | -                | -              | -       | -               | The New Girl In Town     |
| 1986 | "Dame un beso"                       | -                | -              | -       | -               | Alpha                    |
| 1986 | "Con esta copa"                      | -                | -              | -       | -               | Alpha                    |
| 1986 | "Dame tu amor"                       | -                | -              | -       | -               | Alpha                    |
| 1986 | "A Million to One"                   | -                | -              | -       | -               | Muñequito de Trapo       |
| 1986 | "Muñequito de Trapo "                | -                | -              | -       | -               | Muñequito de Trapo       |
| 1986 | "Yo Te Dare"                         | -                | -              | -       | -               | And the Winner Is...     |
| 1986 | "Acuerdate De Mi"                    | -                | -              | -       | -               | And the Winner Is...     |
| 1987 | "La Bamba"                           | -                | -              | -       | -               | And the Winner Is...     |
| 1987 | "Tu No Sabes"                        | -                | -              | -       | -               | And the Winner Is...     |
| 1988 | "Terco Corazon"                      | -                | -              | -       | -               | Preciosa                 |
| 1988 | "Quiero"                             | -                | -              | -       | -               | Preciosa                 |
| 1988 | "Yo Fui Aquella"                     | -                | -              | -       | -               | Preciosa                 |
| 1988 | "Como Quisiera"                      | -                | -              | -       | -               | Preciosa                 |
| 1988 | "Dulce Amor"                         | -                | -              | -       | -               | Dulce Amor               |
| 1988 | "Que"                                | -                | -              | -       | -               | Dulce Amor               |
| 1988 | "Always Mine"                        | -                | -              | -       | -               | Dulce Amor               |
| 1988 | "Carino, Carino Mio"                 | -                | -              | -       | -               | Dulce Amor               |
| 1989 | "Contigo Quiero Estar"               | 8                | -              | -       | -               | Selena                   |
| 1989 | "Mentiras"                           | -                | -              | -       | -               | Selena                   |
| 1989 | "Amame, Quiereme"                    | -                | -              | -       | -               | Selena                   |
| 1989 | "Sukiyaki"                           | -                | -              | -       | -               | Selena                   |
| 1989 | "Besitos"                            | -                | -              | -       | -               | Selena                   |
| 1990 | "Enamorada de Ti"                    | -                | -              | -       | -               | Ven Conmigo              |
| 1990 | "Baila Esta Cumbia"                  | -                | -              | -       | -               | Ven Conmigo              |
| 1990 | "No Quiero Saber"                    | -                | -              | -       | -               | Ven Conmigo              |
| 1990 | "Ya Ves"                             | -                | -              | -       | -               | Ven Conmigo              |
| 1990 | "La Tracalera"                       | -                | -              | -       | -               | Ven Conmigo              |
| 1991 | "Buenos Amigos"                      | 1                | 1              | -       | -               | Entre A Mi Mundo         |
| 1992 | "La Carcacha"                        | -                | -              | -       | -               | Entre A Mi Mundo         |
| 1992 | "Como La Flor"                       | 6                | 5              | -       | -               | Entre A Mi Mundo         |
| 1993 | "¿Qué Creias?"                       | 14               | 16             | -       | -               | Entre A Mi Mundo         |
| 1993 | "Amame"                              | 27               | -              | -       | -               | Entre A Mi Mundo         |
| 1993 | "No Debes Jugar"                     | 3                | 3              | -       | -               | Selena Live!             |
| 1993 | "La Llamada"                         | 5                | 5              | -       | -               | Selena Live!             |
| 1993 | "Tu Robaste Mi Corazon"              | 5                | 8              | -       | -               | Selena Live!             |
| 1994 | "Dondequiera Que Estes"              | 1                | 1              | -       | -               | Amor Prohibido           |
| 1994 | "Amor Prohibido"                     | 1                | 1              | -       | -               | Amor Prohibido           |
| 1994 | "No Me Queda Mas"                    | 1                | 1              | -       | -               | Amor Prohibido           |
| 1994 | "Bidi Bidi Bom Bom"                  | 1                | 1              | -       | -               | Amor Prohibido           |
| 1995 | "Fotos y Recuerdos"                  | 1                | 1              | -       | -               | Amor Prohibido           |
| 1995 | "Si Una Vez"                         | 4                | 6              | -       | -               | Amor Prohibido           |
| 1995 | "El Chico Del Apartamento 512"       | 6                | 7              | -       | -               | Amor Prohibido           |
| 1995 | "I Could Fall In Love"               | 2                | -              | -       | 8               | Dreaming of You          |
| 1995 | "Tú Sólo Tú"                         | 1                | 1              | -       | -               | Dreaming of You          |
| 1995 | "Dreaming of You"                    | 11               | -              | 22      | 9               | Dreaming of You          |
| 1995 | "I'm Getting Used To You"            | -                | -              | 107     | 23              | Dreaming of You          |
| 1995 | "El Toro Relajo                      | 24               | 14             | -       | -               | Dreaming of You          |
| 1995 | "Techno Cumbia"                      | 4                | 4              | -       | -               | Dreaming of You          |
| 1996 | "Siempre Hace Frio"                  | 2                | 2              | -       | -               | Siempre Selena           |
| 1996 | "No Quiero Saber"                    | 6                | 15             | -       | -               | Siempre Selena           |
| 1996 | "Costumbres"                         | 15               | 13             | -       | -               | Siempre Selena           |
| 1997 | "A Boy Like That"                    | -                | -              | -       | -               | Selena Soundtrack        |
| 1997 | "Last Dance/The Hustle/On The Radio" | 25               | -              | -       | -               | Selena Soundtrack        |
| 1998 | "Is It The Beat?"                    | -                | -              | -       | -               | Selena Soundtrack        |
| 1998 | "Where Did The Feeling Go?"          | -                | -              | -       | -               | Selena Soundtrack        |
| 2002 | "Con Tanto Amor Medley"              | -                | -              | -       | -               | Ones                     |
| 2004 | "Puede Ser"                          | -                | 40             | -       | -               | Momentos Intimos         |